# Wwiedienskoje (osiedle)
Wwiedienskoje (ros. Введенское) – osiedle w Rosji, w obwodzie kurgańskim, w rejonie kietowskim. W 2010 liczyło 2354 mieszkańców.